# Juliusplate
Die Juliusplate ist eine Ortslage und eine Halbinsel in der Gemeinde Berne. Sie liegt an der Unterweser (Flusskilometer 25 bis 26,5) und ist eine ehemalige Flussinsel, die gegenüber von Farge lag und durch die Weserkorrektion zu einem Teil des linksseitigen Ufers wurde. Hier befindet sich der westliche Anleger der Fährverbindung Farge–Berne, auf der auch das 1995 gebaute Fährschiff „Juliusplate“ verkehrt. Der nördliche Uferstreifen der Juliusplate gehört zum Bundesland Bremen.
Das gleichnamige Naturschutzgebiet nimmt den größten Teil der Fläche ein.
In dem Gebiet unmittelbar am Fähranleger befindet sich ein Hotel und ein Campingplatz. Außerdem hat die Plate ein Leuchtfeuer für die Weserschifffahrt.
Neben dem Warflether Arm der Weser befindet sich ein Naturhafen, der vom Wassersportverein Juliusplate betrieben wird. Hier befindet sich auch ein im Hochsommer von einer DLRG-Station beaufsichtigter Badestrand. Ein weiterer Badestrand befindet sich östlich des Campingplatzes. 